# Metacatharsius rugosipennis
Metacatharsius rugosipennis là một loài bọ cánh cứng trong họ Bọ hung (Scarabaeidae).